# Halalaimus marri
Halalaimus marri är en rundmaskart som beskrevs av Mawson 1958. Halalaimus marri ingår i släktet Halalaimus och familjen Oxystominidae. Inga underarter finns listade i Catalogue of Life.